# Jeu des assassins
Pour les articles homonymes, voir Killer.
Le jeu des assassins, également appelé jeu de l'assassin, Gotcha, Killer ou paranoïa, est un jeu de rôle grandeur nature où le but des joueurs est de simuler l'assassinat d'autres joueurs, à l'aide d'armes factices et de jouets (pistolet à eau, pétard...). Ce jeu est généralement joué dans les campus universitaires et parmi les communautés de lycéens. 

## Présentation
Le jeu des assassins est un jeu intrusif dans le sens où il ne se restreint pas à un intervalle de temps particulier (dans les règles du jeu de Salen et de Zimmerman il est décrit comme un jeu « envahissant la vie quotidienne » ; pour Montola et al., cet envahissement est considéré comme une expansion du cercle magique du jeu en fait un exemple caractéristique du jeu pervasif).  Car le jeu n'est pas délimité durant  un intervalle de temps spécifique, mais est intégré aux activités journalières des joueurs. Une partie peut durer des jours voire des semaines, et pendant que le jeu est en cours, tous les joueurs sont la cible d'un autre joueur, et ont également leur propre cible. Le jeu est prévu pour induire une atmosphère de paranoïa, puisqu'une tentative d'assassinat peut se produire presque à n'importe quel moment.

## Histoire
Les milieux étudiants américains s'inspiraient de la nouvelle de Robert Sheckley, La Dixième Victime, que fit connaître le film d'Elio Petri (en 1965), pour créer le jeu des assassins. Les joueurs prenaient une part active au jeu, mais les rôles restaient très sommaires : celui de l'assassin et de la victime. L'aspect théâtral et l'interprétation d'un personnage faisaient défaut, même si le jeu correspondait parfaitement à la définition du terme « grandeur nature ».
En 1982, Steve Jackson publia Killer, un guide de règles pour organiser des parties de ce jeu. Ce livre fit beaucoup connaitre le jeu des assassins et de nombreuses guildes d'assassins se créèrent à travers le monde.
Vers 2005, Street Wars organise des parties à grande échelle dans des grandes villes américaines et des capitales européennes. Street Wars utilise exclusivement comme arme des pistolets à eau, les parties se déroulent sur plusieurs semaines. L’inscription est payante et le dernier survivant (donc le vainqueur) reçoit une somme d’argent. En septembre 2007, une partie de Street Wars fut organisée à Paris. L’un des participants écrivit chaque jour des chroniques sur ses aventures dans le jeu dans le quotidien gratuit 20 minutes.
Depuis 2009, une partie de StreetWars est organisée chaque année dans la ville de Lyon par une association de passionnés. Chaque session de jeu dure un mois et regroupe entre 300 et 500 participants. Les parties sont gérées de façon informatique grâce à un site internet sur lesquels les joueurs doivent s'inscrire. Chacun communique donc des informations sur son travail, son domicile, ses horaires... Ces informations servent ensuite à pouvoir retrouver sa cible dans la ville. Les joueurs ont alors 8 jours pour retrouver leur cible et l'arroser, s'ils y parviennent ils recevront alors un nouveau contrat et ainsi de suite jusqu'à ce qu'il n'en reste qu'un. Des évènements ponctuels parsèment les 4 semaines de jeu et permettent aux joueurs d’accéder à des avantages (immunité, temps supplémentaire sur le contrat...).
Ce jeu est voisin du Humans vs. Zombies (en) apparu sur les campus américains vers 2005 et de certaines parties d'airsoft ou paintball.

## Règles

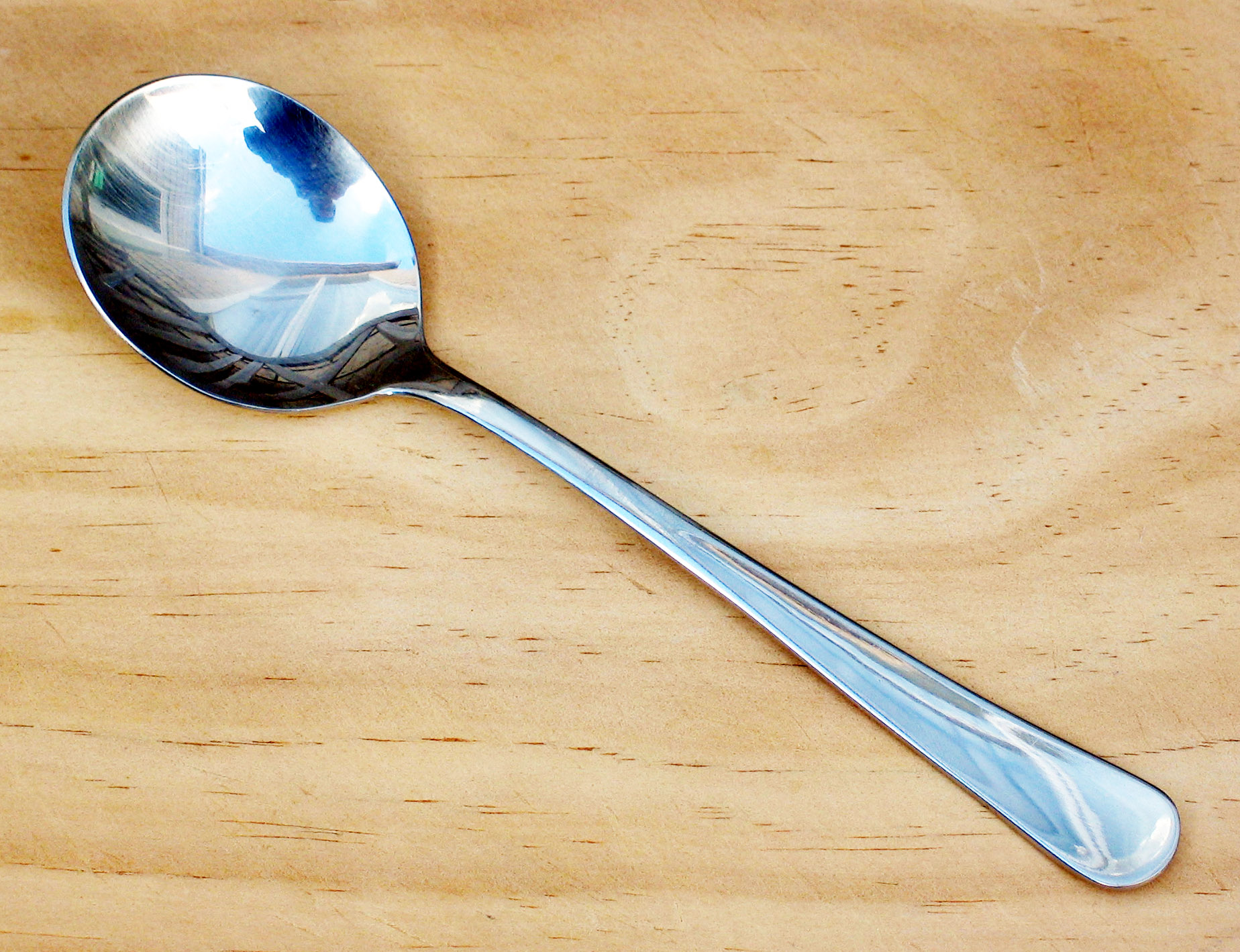
Un exemple d'arme : la cuillère

Le Killer n'est pas un jeu édité (bien que l'éditeur Steve Jackson Games ait publié un livret à ce sujet, intitulé Killer) et les règles varient considérablement selon les groupes. Il y a certains éléments communs, cependant. À n'importe quelle heure donnée, un joueur a toujours une « cible » (ou plus d'une) qu'il doit essayer de tuer, et chaque joueur est à son tour la cible d'un autre assassin (au minimum). Les cibles sont assignées par les organisateurs du jeu, et un joueur ignore toujours quelle personne a pour mission de l'assassiner. Dans de plus grandes parties, les joueurs peuvent même ignorer l'identité des autres joueurs.

### Éliminer quelqu'un
Pour éliminer la cible qui lui a été assignée au hasard, un joueur doit prendre sa victime à part et la «tuer» sans que les autres joueurs aux alentours s'en aperçoivent, en quel cas l'assassin meurt en même temps que sa victime alors que la personne qui aura surpris le tueur récupèrera la cible de la personne tuée par l'assassin surpris. 
Par exemple, A doit tuer B qui lui doit tuer D. A ne croit pas être vu et élimine B. Mais C, qui a surpris A en train de tuer B, va voir A et lui dit qu'il l'a vu. Si C n'était pas intervenu, A aurait maintenant dû «tuer» D. Mais vu que A s'est fait surprendre par C, c'est maintenant C qui récupère D comme cible.
Il existe plusieurs variantes pour éliminer une cible :
- Un petit fusil à eau
- Chuchoter tout simplement tu es mort ou gotcha ! à l'oreille de la cible
- Etc. Avec de l'imagination on peut trouver beaucoup de variantes.

Bien sûr, lorsqu'un joueur se fait éliminer, il garde le silence et ne se déclare pas mort. Il donne tout simplement sa propre cible à son assassin.